# Хоя (растение)
Хоята (Hoya) е род, съдържащ 200 – 300 вида тропически катерливи растения от семейство Олеандрови. Широко разпространени са в Южна Азия, Индия, югоизточен Китай до Австралия и Полинезия. Често използвано име за тези растения е восъче или просто хоя. Наречена е от ботаника Робърт Браун в чест на приятеля му също ботаник Томас Хой.

## Описание
Хоите са вечно зелени катерливи лози или лиани, израстват от 1 до 10 m или повече, ако има за какво да се захванат. Листата им са насрещно разположени, с големина от 5 – 30 cm дължина, типични сукуленти, някои видове са с вариегатни листа или нашарени с малки сребристи точки.
Цветовете са събрани в грозд, като дръжките са разположени радиално във всяко съцветие и имат дължина от 2 до 7 cm. Цветовете са с размери от около 1 cm в диаметър, с твърдички дебели восъчни листчета с цветове от бяло до розово или жълто. Ухаят сладникаво и отделят нектар.

## Отглеждане
Много от видовете хоя са популярни домашни растения – например Hoya carnosa, която е отглеждана заради атрактивните си листа и силно ароматните си цветове. Подбрани са и хибриди за градинско отглеждане в субтропичните райони. Хоите предпочитат ярка индиректна светлина, но могат да виреят и при сенчести условия, което забавя растежа и цъфтежа.
- Hoya carnosa
- Hoya carnosa
- Hoya carnosa
- Hoya carnosa
- Hoya obovata

## Видове
- Hoya acicularis
- Hoya acuminata
- Hoya acuta
- Hoya aeschynanthoides
- Hoya affinis
- Hoya africana
- Hoya alagensis
- Hoya alata
- Hoya alba
- Hoya albens
- Hoya albiflora
- Hoya aldrichii
- Hoya alexicaca
- Hoya amboinensis
- Hoya ambon
- Hoya amoena
- Hoya andalensis
- Hoya angustifolia
- Hoya angustisepala
- Hoya anulata
- Hoya apiculata
- Hoya apoda
- Hoya archboldiana
- Hoya ariadna
- Hoya arnottiana
- Hoya attenuata
- Hoya augustifolia
- Hoya australis – Australian Waxflower
- Hoya australis ssp. australis
- Hoya australis ssp. keysii
- Hoya australis ssp. naumanii
- Hoya australis ssp. oramicola
- Hoya australis ssp. rupicola
- Hoya australis ssp. sana
- Hoya australis ssp. tenuipes
- Hoya bandensis
- Hoya bella - Beautiful Hoya
- Hoya benguetensis
- Hoya betchei
- Hoya bhutanica
- Hoya bicknellii
- Hoya bilobata
- Hoya blashernazii
- Hoya bordenii
- Hoya brevialata
- Hoya buotii
- Hoya burtoniae
- Hoya cagayanensis
- Hoya callistophylla
- Hoya calycina - Чашковидна хоя
- Hoya calycina ssp. calycina
- Hoya campanulata
- Hoya camphorifolia
- Hoya cardiophylla
- Hoya carnosa – Porcelain Flower, Waxplant
- Hoya caudata
- Hoya cembra
- Hoya chlorantha
- Hoya chuniana
- Hoya chunii
- Hoya ciliata – Black Hoya
- Hoya cinnamomifolia
- Hoya citrina
- Hoya clandestina
- Hoya clemensii
- Hoya clemensiorum
- Hoya collina
- Hoya cominsii
- Hoya compacta
- Hoya conchoi
- Hoya coriacea
- Hoya coronaria
- Hoya crassicaulis
- Hoya crassipes
- Hoya cumingiana - Хоя на Къминг
- Hoya curtisii
- Hoya cystiantha
- Hoya dasyantha
- Hoya darwinii
- Hoya davidcummingii - Хоя на Дейвид Къминг
- Hoya dennisii
- Hoya densifolia
- Hoya deykei
- Hoya dickasoniana
- Hoya dimorpha
- Hoya diptera
- Hoya dischorensis
- Hoya diversifolia
- Hoya dolicosparte
- Hoya edenii
- Hoya eitapensis
- Hoya elliptica
- Hoya endauensis
- Hoya engleriana
- Hoya erythrina
- Hoya erythrostemma
- Hoya eitapensis
- Hoya excavata
- Hoya filiformis
- Hoya finlaysonii
- Hoya flagelleta
- Hoya flavescens
- Hoya flavida
- Hoya fraterna
- Hoya fungi
- Hoya fusca
- Hoya fuscomarginata
- Hoya gigantangensis
- Hoya gigas
- Hoya gildingii
- Hoya glabra
- Hoya globulosa
- Hoya golamcoiana
- Hoya gonoloboides
- Hoya gracilis
- Hoya graveolens
- Hoya greenii
- Hoya grifithii
- Hoya guppyi
- Hoya halophila
- Hoya hasselti
- Hoya heuschkeliana
- Hoya heuschkeliana ssp. caganoae
- Hoya hellwigiana
- Hoya hypolasia
- Hoya imbricata (Hoya pseudomaxima)
- Hoya imperialis – Honey-plant
- Hoya imperialis ssp. rauchii
- Hoya inconspicua
- Hoya incrassata
- Hoya incurvula
- Hoya ischnopus
- Hoya javanica
- Hoya juanngoiana
- Hoya kanyakumariana
- Hoya kastbergii
- Hoya kenejiana
- Hoya kentiana
- Hoya kerrii - Valentine Hoya
- Hoya kloppenburgii
- Hoya kuhlii
- Hoya lacunosa
- Hoya lacunosa ssp. lacunosa
- Hoya lacunosa ssp. pallidiflora
- Hoya lambii
- Hoya lamingtoniae
- Hoya lasiantha
- Hoya latifolia
- Hoya lauterbachii
- Hoya leytensis
- Hoya limoniaca
- Hoya linavergariae
- Hoya linearis
- Hoya litoralis
- Hoya lobbii
- Hoya loheri
- Hoya longifolia
- Hoya lucyae
- Hoya macgillivrayi
- Hoya macgregorii
- Hoya macrophylla
- Hoya madulidii
- Hoya magnifica
- Hoya megalaster
- Hoya meliflua
- Hoya meliflua ssp. fraterna
- Hoya meliflua ssp. meliflua
- Hoya membranifolia
- Hoya memoria
- Hoya meredithii
- Hoya merrillii
- Hoya micrantha
- Hoya microphylla
- Hoya microstemma
- Hoya minahassae
- Hoya mindorensis
- Hoya mindorensis ssp. superba
- Hoya mindorensis ssp. erythrostemma
- Hoya minibelle
- Hoya mitrata
- Hoya monetteae
- Hoya montana
- Hoya motoskei – Spotted Waxplant
- Hoya multiflora – Shooting Star Hoya
- Hoya myrmecopa
- Hoya naumanii
- Hoya nabawanensis
- Hoya neo-caledonica
- Hoya neo-ebudica
- Hoya nicholsoniae
- Hoya nummularioides
- Hoya nyhuusiae
- Hoya oblongata
- Hoya obovata
- Hoya obscura
- Hoya obtusifolia
- Hoya obtusifolioides
- Hoya odetteae
- Hoya odorata
- Hoya onychoides
- Hoya oreogena
- Hoya ovalifolia
- Hoya pachyclada
- Hoya padangensis
- Hoya palawanica
- Hoya pallilimba
- Hoya pandurata
- Hoya parasitica
- Hoya parviflora
- Hoya patella
- Hoya pauciflora
- Hoya paxtoni
- Hoya paziae
- Hoya pentaphlebia
- Hoya picta
- Hoya pimenteliana
- Hoya plicata
- Hoya polystachya
- Hoya polyneura – Fishtail Hoya
- Hoya pottsii
- Hoya praetorii
- Hoya pseudo-littoralis
- Hoya pubera
- Hoya pubicalyx
- Hoya pulchella
- Hoya purpurea
- Hoya purpureo-fusca
- Hoya pusilla
- Hoya querinoensis
- Hoya ramosi
- Hoya retusa
- Hoya revoluta
- Hoya ridleyi
- Hoya rigida
- Hoya rotundifolia
- Hoya ruscifolia
- Hoya salweenica
- Hoya samoensis
- Hoya schneei
- Hoya scortechinii
- Hoya serpens
- Hoya shephardell
- Hoya shepherdii – String Bean Hoya
- Hoya shortechinii
- Hoya siamica
- Hoya siariae
- Hoya sigillatis
- Hoya sipitangensis
- Hoya solaniflora
- Hoya spartioides
- Hoya stoneiana
- Hoya subcalva
- Hoya subglabra
- Hoya subquintuplinervis
- Hoya sussuela
- Hoya telosmoides
- Hoya teretifolia
- Hoya thailandica
- Hoya thomsonii
- Hoya tomataensis
- Hoya tsangii
- Hoya uncinata
- Hoya vaccinioides
- Hoya vanuatuensis
- Hoya verticillata
- Hoya viracensis
- Hoya vitchii
- Hoya vitellina
- Hoya vitellinoides
- Hoya vitiensis
- Hoya wallichii
- Hoya walliniana
- Hoya wayetii
- Hoya waymaniae
- Hoya weebella
- Hoya whistleri
- Hoya wibergiae
- Hoya wightii